# Gloria Swanson
Gloria Swanson, pseudonimo di Gloria May Josephine Svensson (Chicago, 27 marzo 1899 – New York, 4 aprile 1983), è stata un'attrice statunitense.
Bellezza altera e intrigante, con un'accattivante chioma corvina, è stata una delle più celebri star del cinema muto hollywoodiano. Tra le sue interpretazioni più celebri, dopo l'avvento del sonoro, figura la Norma Desmond di Viale del tramonto. Durante la sua carriera fu candidata tre volte all'Oscar come migliore attrice protagonista e due ai Golden Globe, vincendone uno come migliore attrice in un film drammatico.

## Biografia

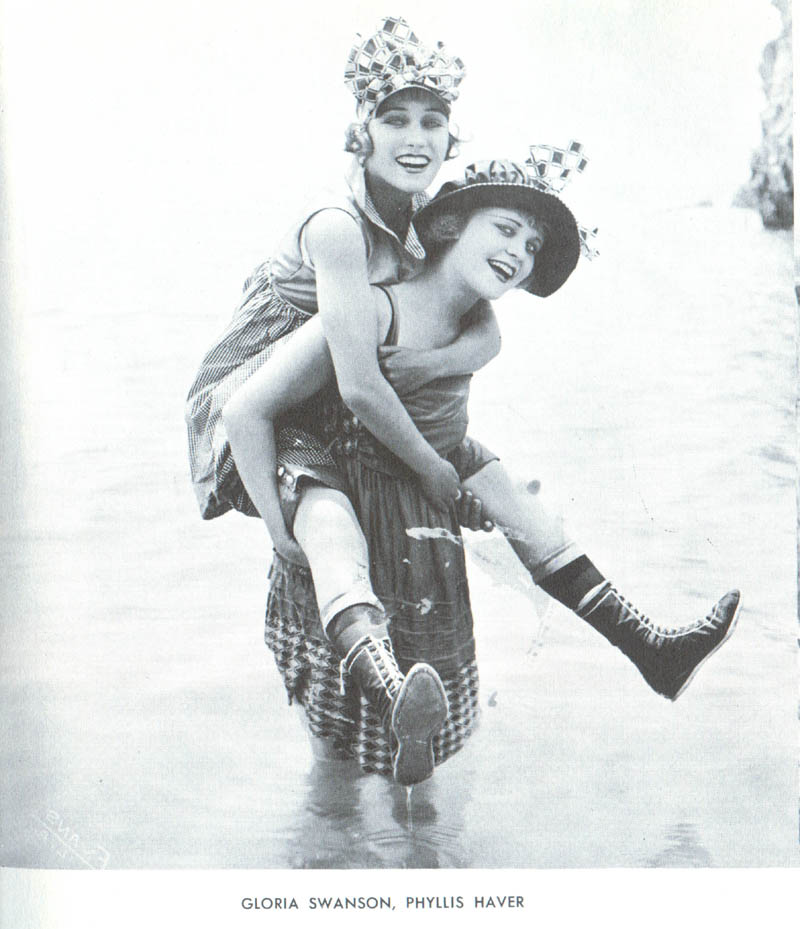
Inizio di carriera: tra le Bathing Beauties anche Swanson (sulle spalle) e Phyllis Haver (1917)

Nata in una famiglia agiata di Chicago, Gloria Josephine May Swanson era figlia di Adelaide Klanowski e di Joseph Theodore Swanson. A otto anni, Gloria si trasferì con tutta la famiglia a Key West, in Florida e, quindi, a Porto Rico, seguendo il padre, un militare di carriera. Chiamata familiarmente Glory, cominciò fin da piccola a dimostrare un buon talento di cantante e attrice, esibendosi in alcune occasioni come dilettante, cosa che la indusse in seguito a pensare di avere le doti per seguire una carriera artistica. A quattordici anni, ritornata per un breve periodo a Chicago, si trovò a visitare gli studi dell'Essanay insieme a sua zia, amica del proprietario della casa di produzione, George K. Spoor. Notata da uno dei registi, venne presa come comparsa in un paio di scene che segnarono il suo debutto sullo schermo.
Dopo aver terminato gli studi, trovò lavoro come commessa in un grande magazzino. Dotata di grande ambizione e di una forte passione per la recitazione, a diciotto anni si recò a Hollywood col desiderio di sfondare nel cinema. Qui, venne presto scritturata dal produttore Mack Sennett come una delle Bathing Beauties, ragazze in costume da bagno impiegate per ravvivare situazioni comiche.

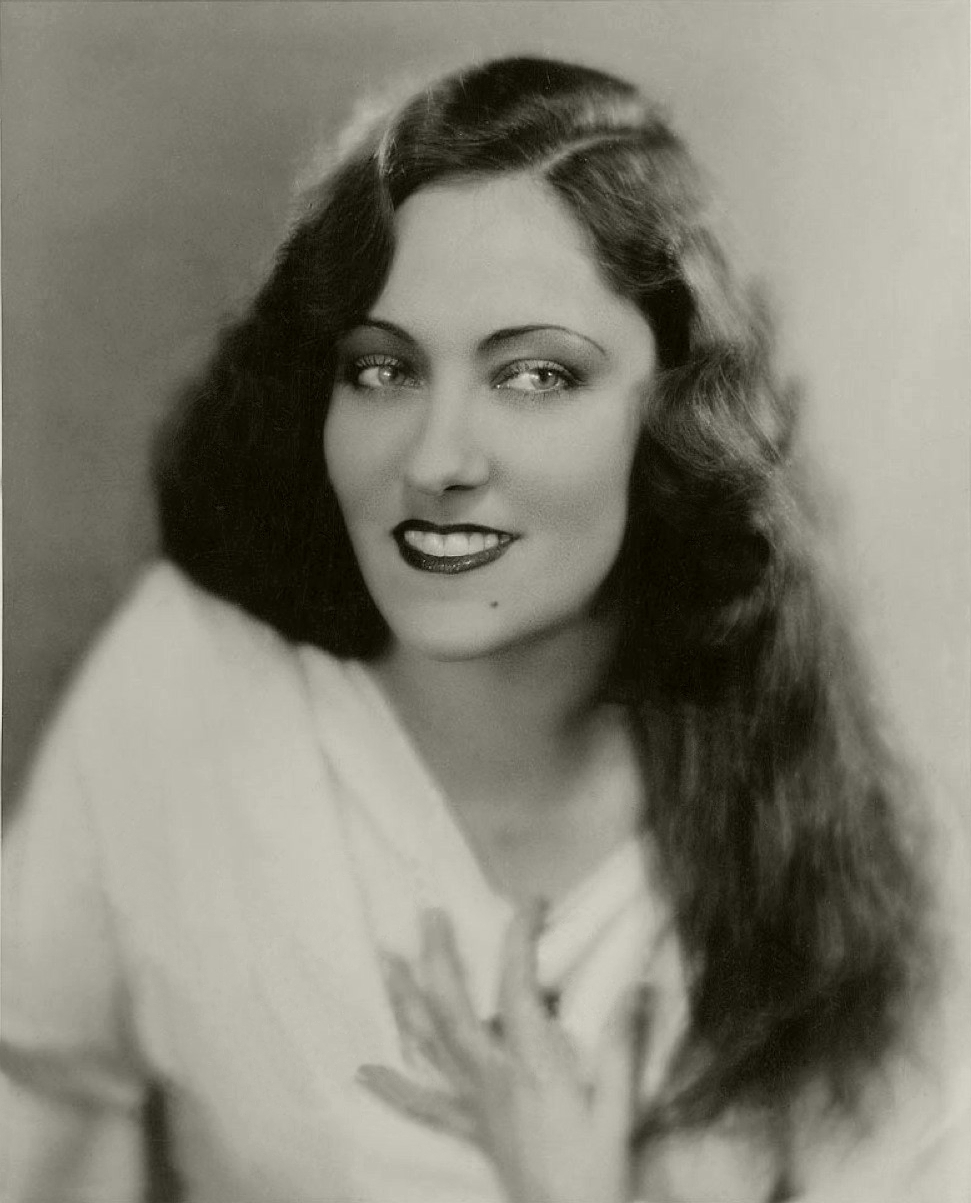
Gloria Swanson (foto anni '20)

Dopo esser riuscita a partecipare come comparsa a qualche pellicola, ottenne una parte di rilievo in Sweedie Goes to College del 1915. Successivamente lavorò per un anno con la Triangle, ma la consacrazione arrivò quando, nel 1919, venne chiamata dal celebre regista Cecil B. DeMille. Il regista le procurò un vantaggioso contratto con la Paramount, sfruttando il fascino provocante e la spiccata personalità dell'attrice, rendendola perfetta protagonista sia di drammi come For Better, for Worse (1919), Fragilità, sei femmina! (1921), che di commedie come Maschio e femmina (1919), Perché cambiate moglie? (1920). A metà degli anni venti Gloria Swanson era ormai una star. Dopo la fine della collaborazione con DeMille, l'attrice continuò a lavorare per la Paramount in film di ogni genere, affiancando anche Rodolfo Valentino nel dramma romantico L'età di amare (1922).
Dopo aver sperimentato anche il registro brillante con la commedia Maschietta (1924), nel 1925 si recò in Francia per girare Madame Sans-Gêne, sul set del quale conobbe il marchese Henri de la Falaise de la Coudraye, playboy che in seguito diverrà suo marito. Il matrimonio durò sei anni.

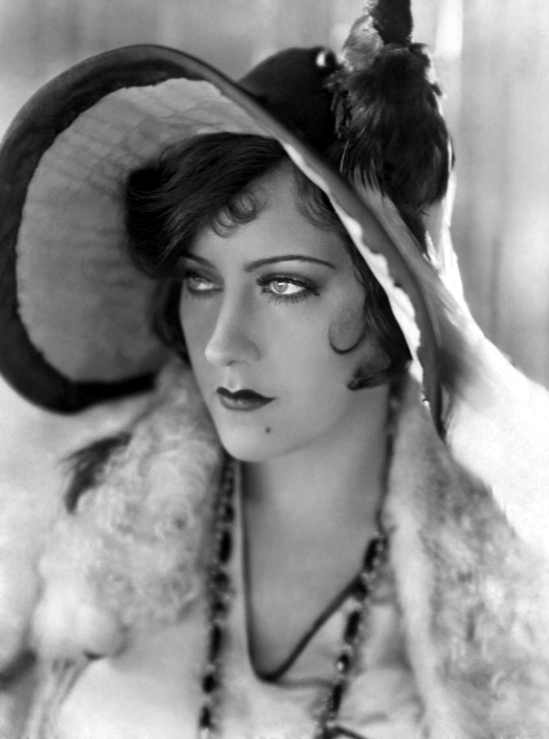
Swanson in Tristana e la maschera (1928)

 Nel 1927 l'attrice tentò la strada della produzione quando, insieme al celebre uomo politico Joseph P. Kennedy (padre del futuro presidente John Fitzgerald Kennedy), fondò una propria casa produttrice. Joseph P. Kennedy la costrinse a diventare la sua amante, comprandole una Rolls-Royce e costosi gioielli, che la diva ritrovò successivamente addebitati sul proprio conto quando Joe si stufò di lei e la piantò in asso.
La fine della carriera della diva è da ricondurre all'avvio della produzione del film La regina Kelly (1928), storia della discesa agli inferi di una ragazza aristocratica che, da giovane educanda, si riduce a regina di un bordello. Problemi relativi alla sceneggiatura, alle manie del regista Erich von Stroheim e all'improvviso avvento del sonoro, fecero fallire il progetto e minarono la carriera della Swanson. Nonostante il buon successo del suo primo film sonoro, L'intrusa (1929), per il quale ottenne anche una candidatura al premio Oscar, l'attrice abbandonò lo schermo per dedicarsi con successo al teatro e alla radio. Dimostrò buone doti imprenditoriali, lanciando una linea di cosmetici, la Essence of Nature Cosmetics by Gloria Swanson, e una di abiti, chiamata Forever Young.

### Viale del tramonto
Dopo quasi vent'anni di lontananza dagli schermi (escludendo una partecipazione in un film del 1941), nel 1950 la Swanson venne chiamata per interpretare un'impetuosa stella del cinema muto che vive nel ricordo del passato, in Viale del tramonto, capolavoro di Billy Wilder. 

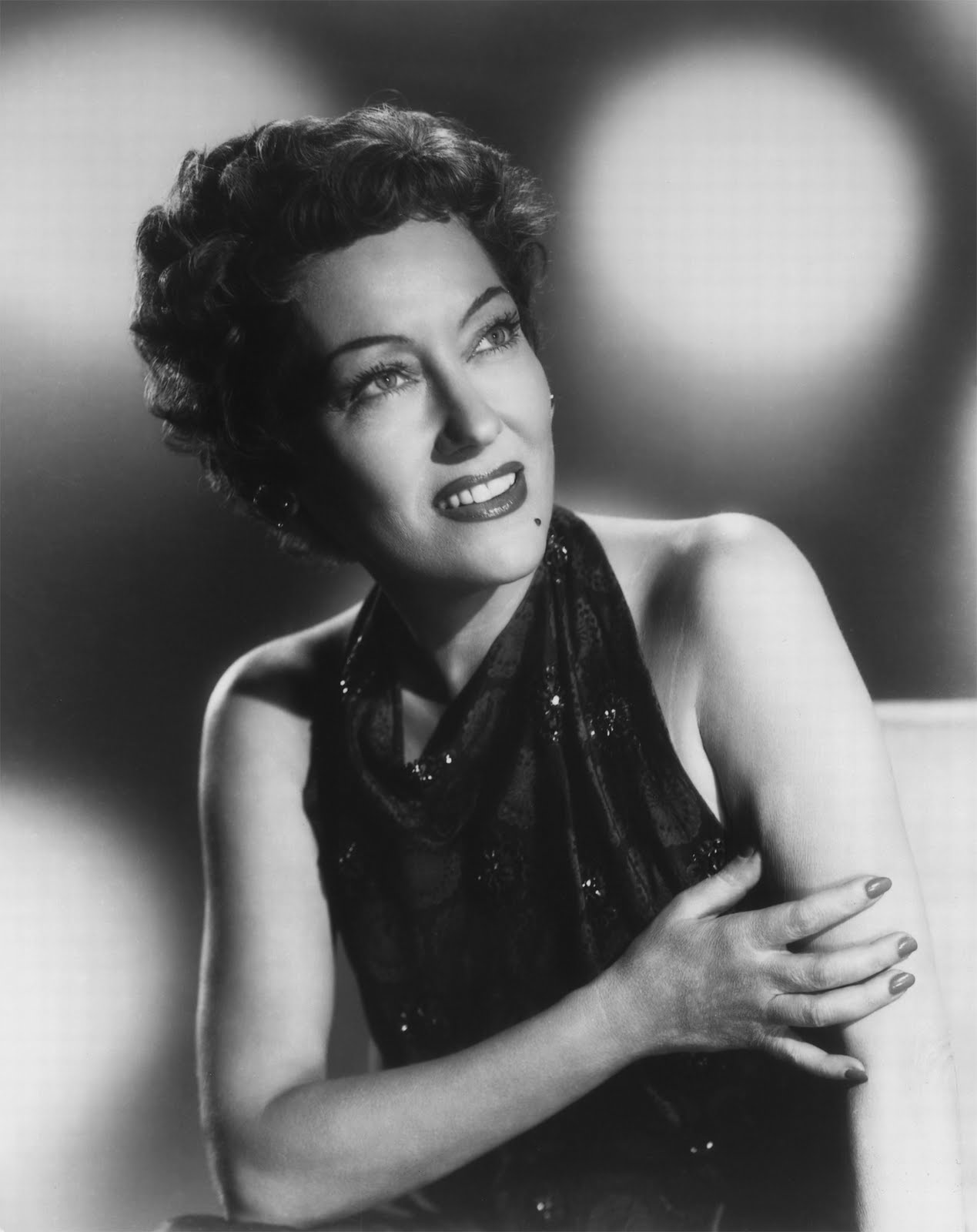
Gloria Swanson (foto anni '50)

 L'attrice fece una gustosa parodia di se stessa, esagerando quei gesti e quel modo di essere tipico dei divi del muto, ma riuscì anche a conferire al personaggio grande fascino e incisività, meritandosi una candidatura al premio Oscar alla miglior attrice e la conquista del Golden Globe come migliore attrice in un film drammatico, oltre ad altri numerosi premi. Nel 1956, accanto a Vittorio De Sica e Alberto Sordi, interpretò la parte di Agrippina nel film Mio figlio Nerone che, ancora una volta, ne attestò la capacità di spaziare in ogni genere di sceneggiatura in maniera superlativa.

### Ultimi anni

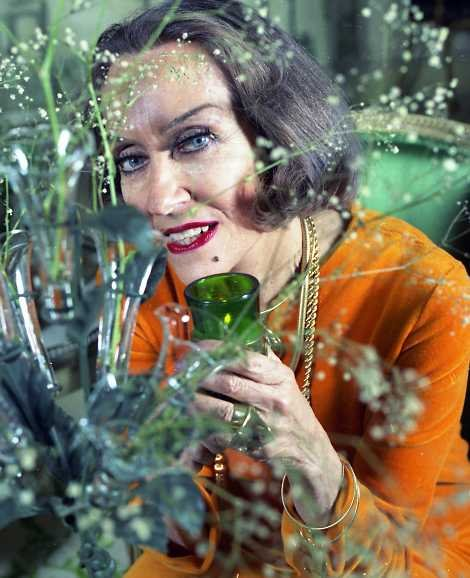
Gloria Swanson nel 1972

Negli anni seguenti continuò l'attività teatrale abbinata a qualche partecipazione cinematografica e televisiva, tra cui una parte nel film catastrofico Airport '75 (1974), sessant'anni dopo il suo debutto al cinema, ed un ultimo felice matrimonio con lo scrittore William Dufty. 
Salutista e vegetariana, Swanson espresse con convinzione le proprie idee che condannavano l'uso dei pesticidi nelle coltivazioni e la cattiva alimentazione che, a suo dire, portavano a scompensi e malattie. 
Nel 1980 pubblicò la sua autobiografia, Swanson on Swanson, uscita in Italia nel 1981 col titolo Memorie. 
Morì a New  York nel 1983, all'età di 84 anni, da poco compiuti.

## Vita privata
Gloria Swanson si sposò sei volte  e dalle relative relazioni, nacquero tre figli; un maschio e due femmine.

## Filmografia

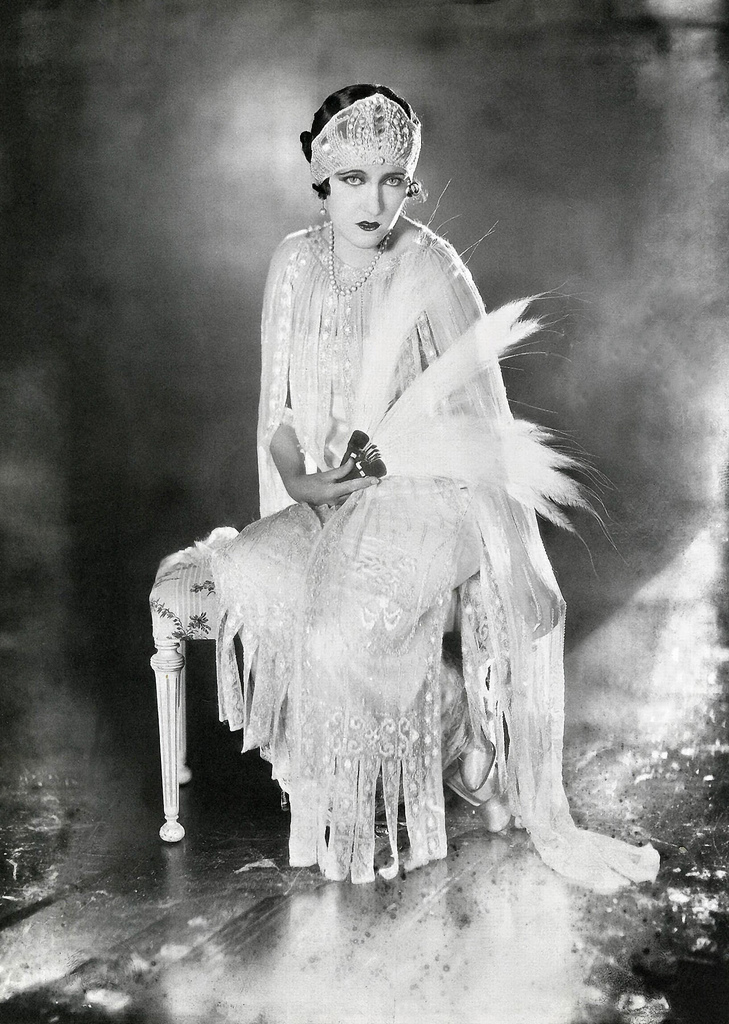
Gloria Swanson nel 1921

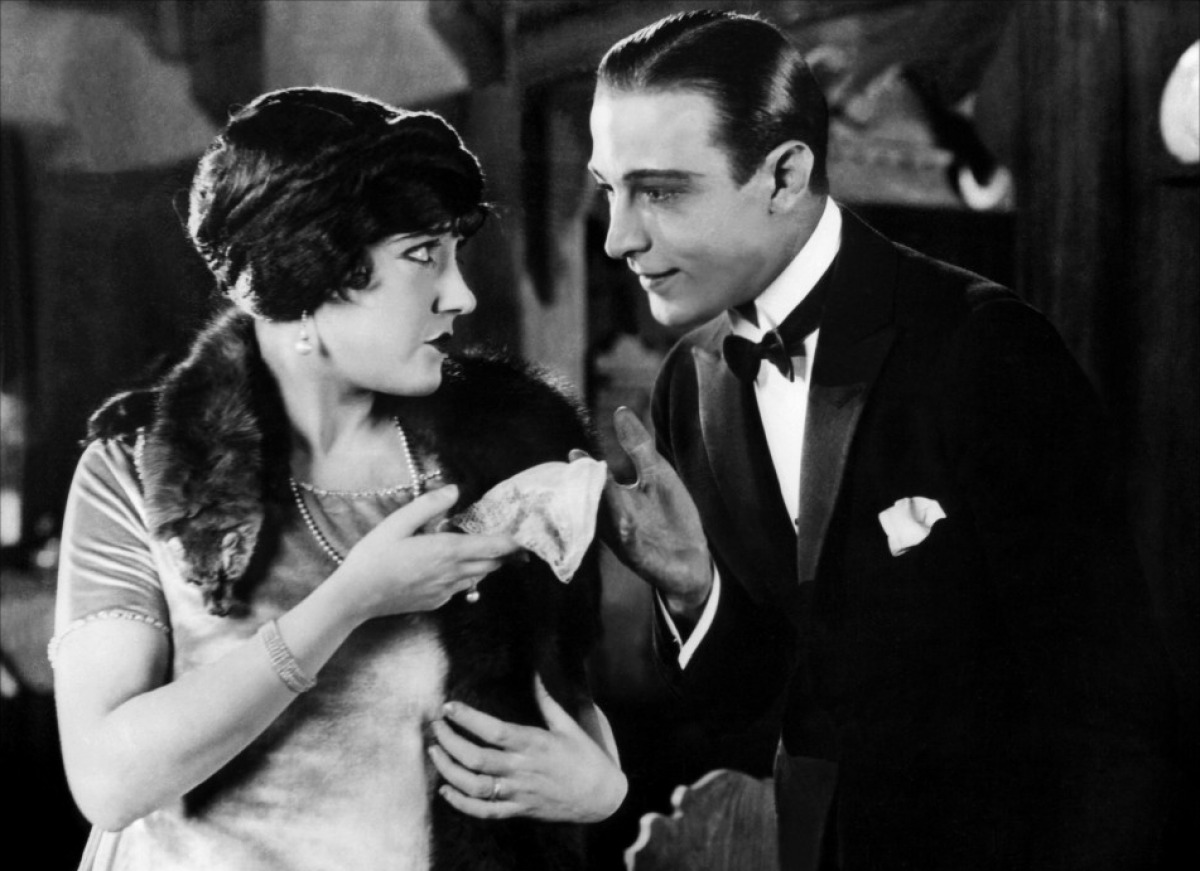
Con Rodolfo Valentino in L'età di amare (1922)

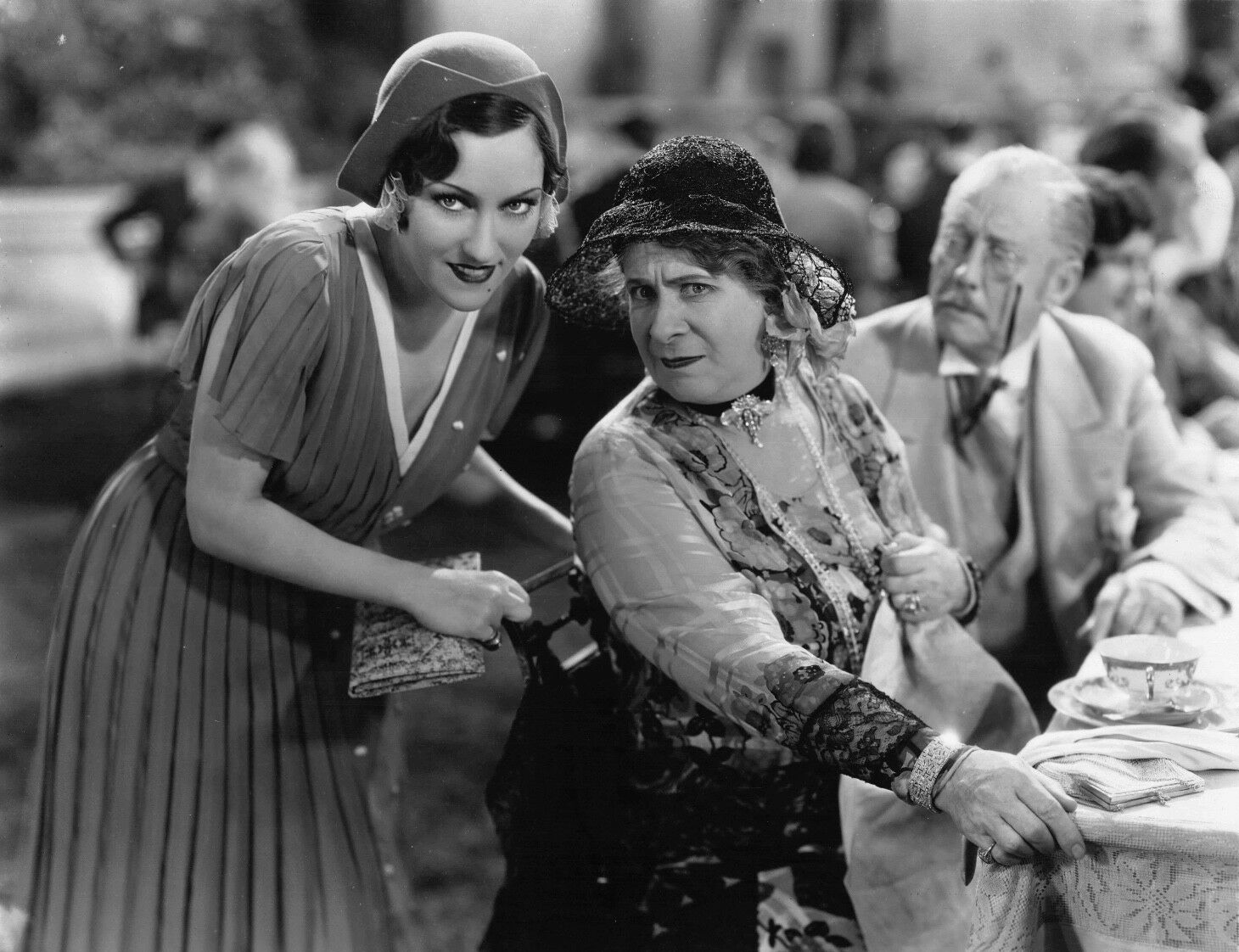
Con Maude Eburne in Indiscreet (1931)

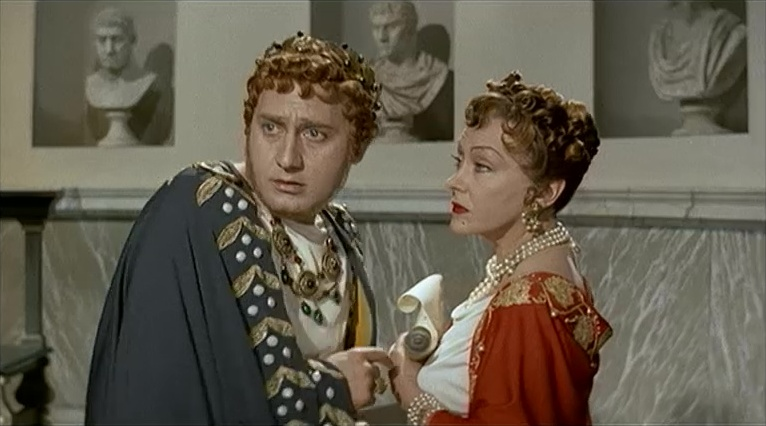
Con Alberto Sordi in Mio figlio Nerone (1956)

### Cinema
- The Song of the Soul – cortometraggio (1914)
- The Misjudged Mr. Hartley – cortometraggio (1915)
- At the End of a Perfect Day – cortometraggio (1915)
- The Ambition of the Baron – cortometraggio (1915)
- Charlot attore (The New Job), regia di Charlie Chaplin (1915)
- The Fable of Elvira and Farina and the Meal Ticket, regia di Richard Foster Baker – cortometraggio (1915)
- Sweedie Goes to College, regia di Richard Foster Baker – cortometraggio (1915)
- The Romance of an American Duchess – cortometraggio (1915)
- The Broken Pledge (1915)
- Sunshine, regia di Edward F. Cline (1916)
- A Dash of Courage, regia di Charley Chase (1916)
- Hearts and Sparks, regia di Charley Chase (1916)
- A Social Cub, regia di Clarence G. Badger (1916)
- The Danger Girl, regia di Clarence G. Badger (1916)
- Haystacks and Steeples, regia di Clarence G. Badger (1916)
- The Nick of Time Baby, regia di Clarence G. Badger (1916)
- Teddy at the Throttle, regia di Clarence G. Badger (1917)
- Baseball Madness, regia di Billy Mason (1917)
- Dangers of a Bride, regia di Clarence G. Badger (1917)
- Whose Baby?, regia di Clarence G. Badger (1917)
- The Sultan's Wife, regia di Clarence G. Badger (1917)
- The Pullman Bride, regia di Clarence G. Badger (1917)
- Society for Sale, regia di Frank Borzage (1918)
- Her Decision, regia di Jack Conway (1918)
- Station Content, regia di Arthur Hoyt (1918)
- You Can't Believe Everything, regia di Jack Conway (1918)
- Everywoman's Husband, regia di Gilbert P. Hamilton (1918)
- Shifting Sands, regia di Albert Parker (1918)
- The Secret Code, regia di Albert Parker (1918)
- Wife or Country, regia di E. Mason Hopper (1918)
- Perché cambiate marito? (Don't Change Your Husband), regia di Cecil B. DeMille (1919)
- For Better, for Worse, regia di Cecil B. DeMille (1919)
- Maschio e femmina (Male and Female), regia di Cecil B. DeMille (1919)
- Perché cambiate moglie? (Why Change Your Wife?), regia di Cecil B. DeMille (1920)
- Something to Think About, regia di Cecil B. DeMille (1920)
- Sangue di zingara (The Great Moment), regia di Sam Wood (1921)
- Fragilità, sei femmina! (The Affairs of Anatol), regia di Cecil B. DeMille (1921)
- La bella Sulamita (Under the Lash), regia di Sam Wood (1921)
- Mezza pagina d'amore (Don't Tell Everything), regia di Sam Wood (1921)
- Un sogno d'amore (Her Husband's Trademark), regia di Sam Wood (1922)
- La gabbia dorata (Her Gilded Cage), regia di Sam Wood (1922)
- L'età di amare (Beyond the Rocks), regia di Sam Wood (1922)
- Una donna impossibile (The Impossible Mrs. Bellew), regia di Sam Wood (1922)
- La mia sposa americana (My American Wife), regia di Sam Wood (1922)
- Jazz-Band (Prodigal Daughters), regia di Sam Wood (1923)
- L'ottava moglie di Barbablù (Bluebeard's Eighth Wife), regia di Sam Wood (1923)
- Hollywood, regia di James Cruze (1923)
- Zazà (Zaza), regia di Allan Dwan (1923)
- L'usignolo (The Humming Bird), regia di Sidney Olcott (1924)
- Scandali (A Society Scandal), regia di Allan Dwan (1924)
- Maschietta (Manhandled), regia di Allan Dwan (1924)
- Lacrime di madre (Her Love Story), regia di Allan Dwan (1924)
- Wages of Virtue, regia di Allan Dwan (1924)
- Madame Sans-Gêne, regia di Léonce Perret (1924)
- Follie, regia di Allan Dwan (1925)
- Stage Struck, regia di Allan Dwan (1925)
- Capricci di donna (The Untamed Lady), regia di Frank Tuttle (1926)
- Le belle maniere (Fine Manners), regia di Richard Rosson (1926)
- Gli amori di Sonia (The Love of Sunya), regia di Albert Parker (1927)
- Tristana e la maschera (Sadie Thompson), regia di Raoul Walsh (1928)
- La regina Kelly (Queen Kelly), regia di Erich von Stroheim (1928/1932)
- L'intrusa (The Trespasser), regia di Edmund Goulding (1929)
- Che tipo di vedova (What a Widow!), regia di Allan Dwan (1930)
- Indiscreet, regia di Leo McCarey (1931)
- Tonight or Never, regia di Mervyn LeRoy (1931)
- Perfect Understanding, regia di Cyril Gardner (1933)
- Musica nell'aria (Music in the Air), regia di Joe May (1934)
- Papà prende moglie (Father Takes a Wife), regia di Jack Hively (1941)
- Viale del tramonto (Sunset Boulevard), regia di Billy Wilder (1950)
- Mio figlio Nerone, regia di Steno (1956)
- Airport '75 (Airport 1975), regia di Jack Smight (1974)

### Televisione
- Hollywood Opening Night – serie TV, episodio 2x20 (1950)
- Straightaway – serie TV, episodio 1x11 (1961)
- Il dottor Kildare (Dr. Kildare) – serie TV, episodio 2x18 (1963)
- La legge di Burke (Burke's Law) – serie TV, episodi 1x11-2x02 (1963-1964)
- The Crisis (Kraft Suspense Theatre) – serie TV, episodio 1x13 (1964)
- L'ora di Hitchcock (The Alfred Hitchcock Hour) – serie TV, episodio 2x22 (1964)
- Io e i miei tre figli (My Three Sons) – serie TV, episodio 5x26 (1965)
- Ben Casey – serie TV, episodio 4x23 (1965)
- The Beverly Hillbillies – serie TV, episodio 5x12 (1966)

### Film o documentari dove appare Gloria Swanson
- The Casting Couch, regia di John Sealey – documentario (1995)

## Riconoscimenti
- Premio Oscar
  - 1929 – Candidatura alla miglior attrice per Tristana e la maschera
  - 1930 – Candidatura alla miglior attrice per L'intrusa
  - 1951 – Candidatura alla miglior attrice per Viale del tramonto

- Golden Globe
  - 1951 – Migliore attrice in un film drammatico per Viale del tramonto
  - 1964 – Candidatura alla migliore star televisiva femminile per La legge di Burke

- Academy of Science Fiction, Fantasy and Horror Films
  - 1975 – Premio speciale

- Hollywood Walk of Fame
  - 1960 – Stella

- Jussi Awards
  - 1951 – Diploma di merito alla migliore attrice straniera per Viale del tramonto

- Laurel Awards
  - 1951 – Candidatura alla miglior attrice in un film drammatico per Viale del tramonto

- Nastro d'argento
  - 1951 – Migliore attrice straniera per Viale del tramonto

- National Board of Review
  - 1950 – Miglior attrice per Viale del tramonto
  - 1980 – Premio alla carriera

- New York Film Critics Circle Awards
  - 1950 – Candidatura alla miglior attrice protagonista per Viale del tramonto

- Picturegoer Awards
  - 1951 – Candidatura medaglia d'oro alla miglior attrice (4º posto) per Viale del tramonto

- Telluride Film Festival
  - 1974 – Silver Medallion

## Doppiatrici italiane
- Benita Martini in L'ora di Hitchcock, Airport 75
- Lydia Simoneschi in Papà prende moglie
- Andreina Pagnani in Viale del tramonto
- Tina Lattanzi in Mio figlio Nerone